# What3words
What3words — це пропрієтарна система геокодування. Вона ділить усю поверхню Землі на квадрати зі стороною близько 3 метрів та кодує їх трьома фіксованими словами. Наприклад, Монумент Незалежності на Майдані Незалежності у Києві позначено як ///дверний.крилаті.аматор.
Система належить компанії What3words Limited, розташованій у Лондоні, Велика Британія.
What3words відрізняється від більшості систем кодування тим, що використовує звичайні слова, а не комбінацію цифр або літер, і шаблон цього відображення неочевидний; алгоритм зіставлення місць зі словами захищений авторським правом.
У компанії є вебсайт, застосунки для iOS та Android, а також API для двонаправленого перетворення між адресами What3words і звичайними координатами широти та довготи.
What3words піддався численній критиці як через закритий вихідний код, так і через значний ризик неоднозначності та плутанини в трьохслівних адресах. В результаті з'явилися поради не використовувати What3words у важливих для безпеки програмах.

## Історія
What3words була заснована Крісом Шелдріком, Джеком Уейлі-Коеном, Моханом Ганесалінгамом і Майклом Дентом у липні 2013 року. Ідея з'явилася у Шелдріка і Ганесалінгама коли перший, працюючи організатором заходів, намагався доставити гурти та обладнання до відповідних входів і навантажувальних платформ великих музичних майданчиків. Шелдрік пробував використовувати GPS-координати, але вирішив, що слова кращі, ніж цифри, після того як випадкова перестановка двох цифр привела водія до неправильного місця. Його друг-математик запропонував ідею поділу поверхні на трьохметрові квадрати, а лінгвіст Джек Уейлі-Коен — використання слів, легких для запам'ятовування, для їх позначення. Компанію було зареєстровано в березні 2013 року, а заявку на патент на основну технологію подано в квітні 2013 року. У листопаді 2013 року What3words зібрав 500 000 доларів США початкового фінансування.
Спочатку What3words продавала однослівні адреси, які зберігалися в базі даних за щорічну плату, але ця послуга була припинена, оскільки компанія перейшла на модель «бізнес до бізнесу». У 2015 році компанія була націлена на логістичні компанії, поштові відділення та кур'єрів.
У січні 2018 року Mercedes-Benz купив приблизно 10 % компанії та оголосив про підтримку What3words у майбутніх версіях своєї інформаційно-розважальної та навігаційної системи.
Система та додаток what3words є безкоштовними для будь-кого. Компанія стверджує, що її дохід надходить від отримання плати від компаній, які отримують вигоду від її продуктів.
У 2018 році оборот компанії склав 274 000 фунтів стерлінгів при втратах в 11 мільйонів фунтів стерлінгів. У грудні 2019 року компанія задекларувала за рік втрат на 14,5 млн фунтів стерлінгів і активів на 24,7 млн фунтів стерлінгів. До січня 2020 року штат компанії досяг 100 співробітників, вона залучила понад 50 мільйонів фунтів стерлінгів від інвесторів. Втрати тривали:
- Грудень 2020 року: £16,09 млн.
- Грудень 2021 року: £43,29 млн[22].
- Грудень 2022 року: £31,53 млн[23].
- Грудень 2023 року: £16,48 млн[3].

У березні 2021 року було оголошено, що ITV plc інвестувала 2 мільйони фунтів стерлінгів у What3words як свою першу інвестицію по схемі media for equity.

## Будова

### Списки слів
What3words ділить поверхню Землі на сітку з 57 трильйонів квадратів зі стороною в 3 метри, кожен з яких має відповідник із трьох слів. Компанія стверджує, що робить все можливе, щоб видалити омофони та варіанти написання, однак, принаймні 32 пари англійських майже-омофонів все ще залишаються.
Геокодування доступне 50 мовами, кожна з яких використовує список із 25 000 слів (за винятком англійської мови, яка використовує 40 000 для охоплення як моря, так і суші). При цьому геокодування різними мовами не є прямим перекладом, оскільки прямі переклади на деякі мови можуть давати більше трьох слів. Території локалізуються «з урахуванням мовної чутливості та нюансів». Густонаселені райони частіше адресуються короткими словами, що допомагає у повсякденному користуванні; тоді як у менш населених районах, таких як Північна Атлантика, використовуються більш складні слова.
У блозі 2019 року прихильник відкритих стандартів і експерт з технологій Теренс Іден поставив під сумнів культурну нейтральність використання слів, а не чисел, згенерованих на основі координат. За його словами, «цифри (переважно) культурно нейтральні. Слова ж ні. Чи mile.crazy.shade [миля.божевільний.відтінок] — шаноблива назва для військового меморіалу? Як щодо tribes.hurt.stumpy [племена.завдавати болю.приземкуватий] для храму?».

### Неоднозначність
What3words стверджує, що подібні адреси рознесені якомога далі одна від одної, щоб уникнути плутанини, і що адреси зі схожим звучанням мають шанс 1 на 2,5 мільйона вказувати на розташування поруч одне з одним.
Однак дослідник безпеки Ендрю Тірні підрахував, що 75 % адрес What3words, що містять слова у множині, також існують в формі однини (або навпаки). Співзасновник і генеральний директор Шелдрік відповів, що «хоч переважна частина схожих за звучанням комбінацій трьох слів буде настільки далеко одна від одної, що помилка буде очевидною, все одно будуть випадки, коли схожі за звучанням комбінації слів будуть поруч».
Подальший аналіз Тірні показав, що в районі Лондона приблизно 1 з 24 адрес можна сплутати з іншою лондонською адресою. Інше дослідження показало, що причиною цих проблем є те, що алгоритм призначення адреси (описаний у патенті What3Words) погано справляється з рандомізацією списку слів, по суті підтверджуючи висновки Тірні та показуючи, що вони не є ізольованою проблемою. Те саме дослідження також визначає інше джерело потенційної плутанини, спричинене алгоритмом AugoSuggest, який не повертає правильне місце розташування для неоднозначної адреси.
У вересні 2022 року Департамент культури, медіа та спорту Великої Британії використав What3words, щоб направити відвідувачів, які прийшли проститися з королевою Єлизаветою II, до кінця черги. З перших п'яти опублікованих кодів чотири вели не в те місце, включаючи передмістя Лондона приблизно в 15 милях від справжнього кінця черги. Пізніше чиновники перейшли до автоматизованої системи для створення ідентифікаторів, оскільки вони зрозуміли, що залучення людей до процесу призвело до помилок.

## Використання
За словами Рорі Сазерленда з рекламної агенції Ogilvy в статті для The Spectator за 2014 рік, перевагами системи є запам'ятовуваність, точність і відсутність двозначності у мовленні.

### Гірський порятунок
Гірсько-рятувальні служби Великої Британії застерегли не покладатися на додаток:
- У грудні 2019 року Асоціація пошуку та гірського порятунку Озерного краю зазначила, що «помилкове або орфографічне неправильне написання слів зазвичай спричиняло проблеми», і попередила туристів не покладатися на це[8].
- У червні 2021 року Гірська рятувальна служба Англії та Уельсу висловила занепокоєння щодо достовірності повідомлених координат What3words після того, як протягом 12 місяців була надана неправильна інформація про 45 місць. Причинами проблеми були проблеми з орфографією та місцеві акценти[35].
- У грудні 2023 року бригади гірських рятувальників з Вілтшира та Дарем-Дейлза попередили, що додаток привів їх до місць на відстані 8 і 10 км від правильних місць[36].

### Інші екстрені служби
З 2019 року What3words використовується поліцією, пожежною службою та службами швидкої допомоги, які можуть користуватися нею безкоштовно і брати участь у медіа-кампаніях, які проводить What3Words для просування програми. До вересня 2021 року понад 85 відсотків команд британських екстрених служб використовували What3words, включаючи столичну поліцію та пожежну бригаду Лондона. Підтримку також додано до програми уряду Австралії Triple Zero Emergency Plus.
- У вересні 2019 року Служба швидкої допомоги Шотландії скористалася додатком, щоб повідомити береговій охороні місцезнаходження пораненого пішохода[44].
- У лютому 2020 року служба швидкої допомоги Тасманії надіслала посилання, щоб знайти пораненого пішохода[37].
- У жовтні 2020 року поліція Сінгапуру попросила двох 14-річних хлопчиків, що заблукали, завантажити та використати додаток[45].
- У липні 2022 року диспетчери округу Болдуін, штат Алабама скористалися додатком, щоб точно визначити місцезнаходження каякера, що перекинувся, причому рятувальники сказали, що вони «були в радіусі 50 ярдів і не могли побачити його через умови у воді»[46].
- У серпні 2022 року пожежна бригада Трестау використала додаток, щоб повідомити місце розташування гірській рятувальній службі у Вунзіделі[47].
- У вересні 2022 року служби екстреної допомоги Халтона в Канаді знайшла пораненого альпініста за допомогою сервісу[48].

У серпні 2022 року службі швидкої допомоги Східної Англії знадобилося «майже 10 хвилин», щоб визначити велосипедну доріжку після того, як їй дали адресу What3words. На звернення до Cambridge News служба швидкої допомоги продовжувала рекомендувати додаток і не відповіла на запитання про те, чому вони не змогли швидко визначити точне місцезнаходження за допомогою системи.

### Україна
З 2019 року українські рятувальники використовують сервіс What3words на сході країни. Для цього Програма розвитку ООН організувала для рятувальників Донецької, Луганської та Запорізької областей серію тренінгів, на яких вони опановували технологію визначення місцезнаходження за допомогою цієї системи. Диспетчери ДСНС пройшли навчання з використання What3words-адрес, щоб дізнаватися місцезнаходження людей, які телефонують їм у службу порятунку. Окрім того ПРООН передала співробітникам ДСНС технічне обладнання для використання системи What3words на гаджетах, зокрема планшети, комп'ютери та іншу техніку.
- У червні 2021 року українські рятувальники вперше застосували систему, щоб дізнатися місцезнаходження водія вантажівки, колеса якої загрузли в піску на віддаленій ґрунтовій дорозі, де не було жодного розпізнавального знака, неподалік міста Лиман на Донеччині. Диспетчер попросив водія скористатися додатком, щоб дізнатися його локацію у форматі What3words, і направив на встановлене місце рятувальників[50][51][52].
- У жовтні 2021 року рятувальники використали What3words, щоб встановити місцезнаходження жінки, яка загубилася, прогулюючись біля Свято-Успенської Святогірської лаври. Працівники рятувальної служби знайшли жінку та за допомогою човна доставили її в безпечне місце[53].
- У січні 2022 року систему застосували, щоб визначити місцезнаходження вибухонебезпечного предмета, який виявили мешканці селища Борівське Сєвєродонецького району. За встановленими координатами на місце прибув піротехнічний підрозділ, який ідентифікував знахідку як ручну гранату Ф-1 часів Другої світової війни та знищив її на місці[54].

## Сприйняття

### Пропрієтарність
Систему What3words критикували за те, що вона контролюється приватною компанією, а програмне забезпечення запатентовано та не може вільно використовуватися.
Компанія дотримується політики подання претензій щодо авторських прав проти окремих осіб і організацій, які розмістили або опублікували файли алгоритму What3words або код зворотньої розробки, який повторює функціональні можливості служби, зокрема безкоштовна реалізація WhatFreeWords з відкритим кодом; вебсайт whatfreewords.org було видалено після скарги What3words згідно із Законом про захист авторських прав у цифрову епоху (DMCA). Ця політика поширюється на видалення коментарів у соціальних мережах, які посилаються на неавторизовані версії. Наприкінці квітня 2021 року юридична фірма What3Words зв'язалася з дослідником безпеки, який запропонував у Twitter поділитися програмним забезпеченням WhatFreeWords, вимагаючи від нього видалити твіти та програмне забезпечення та натякаючи на те, що за недотриманням вимог можуть послідувати судові дії.

### Пародії
Сайт став об'єктом пародій, зокерма What3Emojis з використанням емодзі, What3Birds з використанням британських птахів, What3fucks з використанням лайливих слів, Four King Maps також з використанням лайливих слів (охоплюючи тільки Британські острови) і What3Numbers з використанням ідентифікаторів тайлів OpenStreetMap.

### Нагороди
- Гран-прі за інновації на Міжнародному фестивалі творчості Cannes Lions 2015[62]
- Нагорода Tech Awards 2015 Sobrato Organisation Economic Development Award[63]